# جيوسيبي ياكيني
جيوسيبي ياكيني (بالإيطالية: Giuseppe Iachini)‏ هو لاعب كرة قدم إيطالي سابق ومدرب كرة قدم حالياً ولد في يوم 7 مايو 1964 في مدينة أسكولي بيتشينو في إيطاليا كان يلعب ياكيني في مركز الوسط وقد لعب مع أندية نادي أسكولي وهيلاس فيرونا ونادي فيورنتينا ونادي باليرمو ونادي رافينا ونادي فينيزيا ونادي ألساندريا وفي التدريب درب أندية فينيزيا ونادي تشيزينا ونادي فيتشينزا ونادي بياتشينزا وكييفو فيرونا ونادي بريشيا ونادي سامبدوريا ونادي سيينا ونادي باليرمو.

## روابط خارجية
- جيوسيبي ياكيني على موقع الاتحاد الدولي (مؤرشف)  (الإنجليزية)
- جيوسيبي ياكيني على موقع قاعدة بيانات كرة القدم.إي يو (الإنجليزية)
- جيوسيبي ياكيني على موقع Soccerway.com (الإنجليزية)
- جيوسيبي ياكيني على موقع عالم كرة القدم.نت (الإنجليزية)
- جيوسيبي ياكيني على موقع أوليمبيديا (الإنجليزية)